# Jelenia Góra
Jelenia Góra (uitspraak: [jɛˈlɛɲa ˈɡura], ong. jellenja goera ["g" als in goal]) (Duits: Hirschberg im Riesengebirge, Tsjechisch: Jelení Hora) is een stad in het Poolse woiwodschap Neder-Silezië. Het is een stadsdistrict. De oppervlakte bedraagt 108,36 km², het inwonertal 79.061 (2019).

## Geschiedenis
Het huidige Jelenia Góra werd even voor 1281 onder de naam ‘Hyrzberc’ op grondgebied van het hertogdom Swidnica (Schweidnitz) gesticht in en tot dan toe nauwelijks bewoonde regio. Gaandeweg kreeg de stad economische en juridische rechten en als afsluiting in 1361 munt- en waagrechten. In 1368 kwam de stad onder het koninkrijk Bohemen. De stadsrechten werden na de roerige periode van hussitische strooptochten in 1502 bevestigd en even later werden ook jaarmarkten toegestaan. De stad had een middelbare omvang met 2.000 inwoners. De lutherse reformatie werd al in 1524 ingevoerd en een eeuw later kostte dat de stad in de Dertigjarige Oorlog haar welvaart na de verwoestingen door de keizerlijke legers. De Contrareformatie werd vervolgens door de Habsburgers zonder veel succes opgelegd, hoewel de lutherse burgerij haar kerken moesten afstaan. In 1708 mocht even buiten de stad een ‘Gnadenkirche’ gebouwd worden, niet als recht maar uit genade van de Habsburgse keizer, die als koning van Bohemen ook heer over Hirschberg was. De textielhandel bracht in de 18de eeuw welvaart en daaraan dankt de stad haar aanzicht. 
In 1742 moest de Habsburgse keizer Silezië aan Pruisen afstaan en daarmee kwam in Hirschberg aan de rooms-katholieke dominantie een einde. In de 19e eeuw werd de stad een centrum van de regionale industrialisatie, en na de aansluiting op het spoorwegennet in 1866 ook een toeristenoord vanwege haar gunstige ligging bij het Reuzengebergte. Rond de stad verrezen landhuizen van de Pruisische adel rondom enkele kastelen van de Pruisische koninklijke familie.
Na de Tweede Wereldoorlog kwam Silezië in 1945 onder Pools bestuur en werd de naam van de stad Hirschberg vertaald in Jelenia Góra ("hertenberg"). Een deel van de Duitse bevolking was al eerder naar het westen gevlucht uit angst voor het oprukkende Rode Leger. De nog achtergebleven Duitsers werden uitgezet naar Duits grondgebied ten westen van de rivieren Oder en Neisse. De nieuwe bewoners van de stad kwamen voor een groot deel uit de oostelijke provincies van Polen die waren geannexeerd door de Sovjet-Unie. 
De stad is ontstaan in een keteldal tussen de heuvels en de echte bergen van de Karkanosze (het Reuzengebergte). In de stad, die in een dal is gelegen, komt de rivier de Kamienna (Zacken) uit in de rivier de Bóbr (Bober). In feite bestaat de stad uit het oorspronkelijke Jelenia Góra en een aantal plaatsen dat eraan is vastgegroeid. Zo ook de plaats Cieplice Śląskie-Zdrój (tot 1945 Bad Warmbrunn), een bekend kuuroord met thermale wateren uit lokale bronnen en gemineraliseerde genezende wateren, tevens een paleis- en parkcomplex. Net erbuiten, in het stadsdeel Sobieszów, liggen de ruïnes van het kasteel Chojnik (Duits: Kynast) uit de 12e eeuw. In 1675 brandde de burcht door de bliksem geheel af. Daarna werd het kasteel nooit meer herbouwd.
Jaarlijks is in Jelenia Góra de viering van de September van Jelenia Góra en in juli het internationaal straattheaterfestival.
Doordat Hirschberg geen toneel van oorlogshandelingen is geweest, is de plaats vrijwel ongeschonden uit de Tweede Wereldoorlog gekomen. Niettemin werd een deel van de huizen na de oorlog wegens leegstand afgebroken. Na 1990 heeft een vereenvoudigde reconstructie plaatsgevonden. Het oude stadscentrum heeft gekleurde huizen, winkeltjes en pleintjes. De huizen langs het marktplein hebben allemaal "Lauben", een booggewelf, dat in de zomer koelte geeft en in de winter beschermt tegen regen en sneeuw. De kooplieden gebruikten deze Lauben als buitenetalage voor hun waren. Net buiten het oude centrum is de dagelijkse markt.

## Klimgebied
Vlak bij de stad ligt het klimgebied Sokoliki. Het gebied bestaat uit een tiental rotsformaties boven op een grote heuvel. Grote brokken graniet tot max. 70 meter steken uit de grond boven de stad.

## Partnersteden
- Bautzen (Duitsland)

## Geboren in Hirschberg-Jelenia Góra
- Gustav Wilhelm Körber (1817-1885) hoogleraar botanicus aan de universiteit van Breslau
- Maximilian Schwedler (1853–1940), Duits fluitist
- Georg Heym (1887–1912), schrijver en grondlegger van het Duitse expressionisme
- Günther Grundmann (1892–1976), kunsthistoricus aan universiteiten in Duitsland
- Hanna Reitsch (1912-1979), oorlogspilote, behorend tot de kring van Hitlers intimi
- Ryszard Zając (*1951) Pools kunstenaar
- Marcin Edward Zawiła (*1958) Pools politicus
- Sylwia Bogacka, (*1981), Pools schutter